# Uncarina grandidieri
Uncarina grandidieri är en sesamväxtart som först beskrevs av Henri Ernest Baillon, och fick sitt nu gällande namn av Otto Stapf. Uncarina grandidieri ingår i släktet Uncarina och familjen sesamväxter. Inga underarter finns listade i Catalogue of Life.

## Bildgalleri

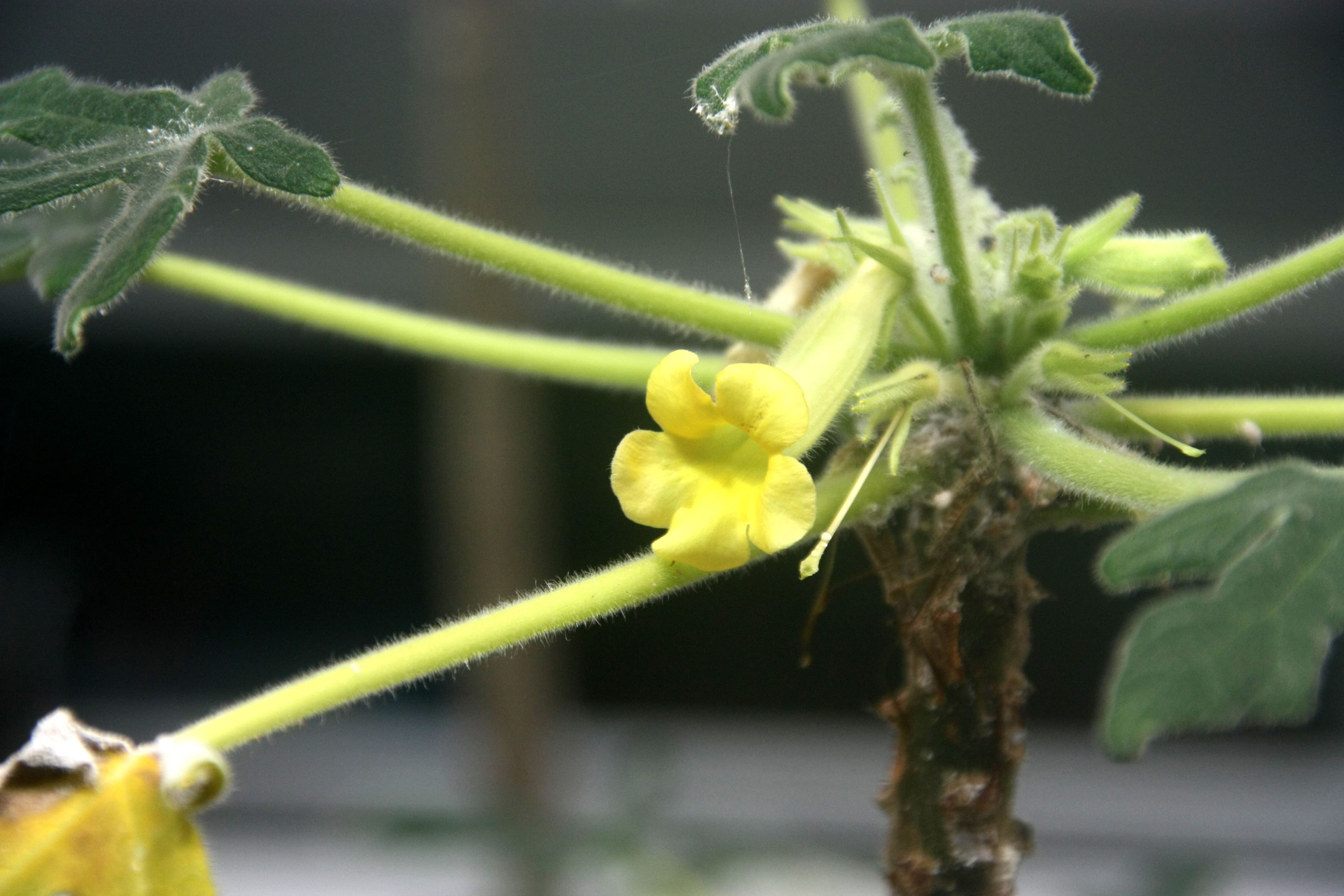
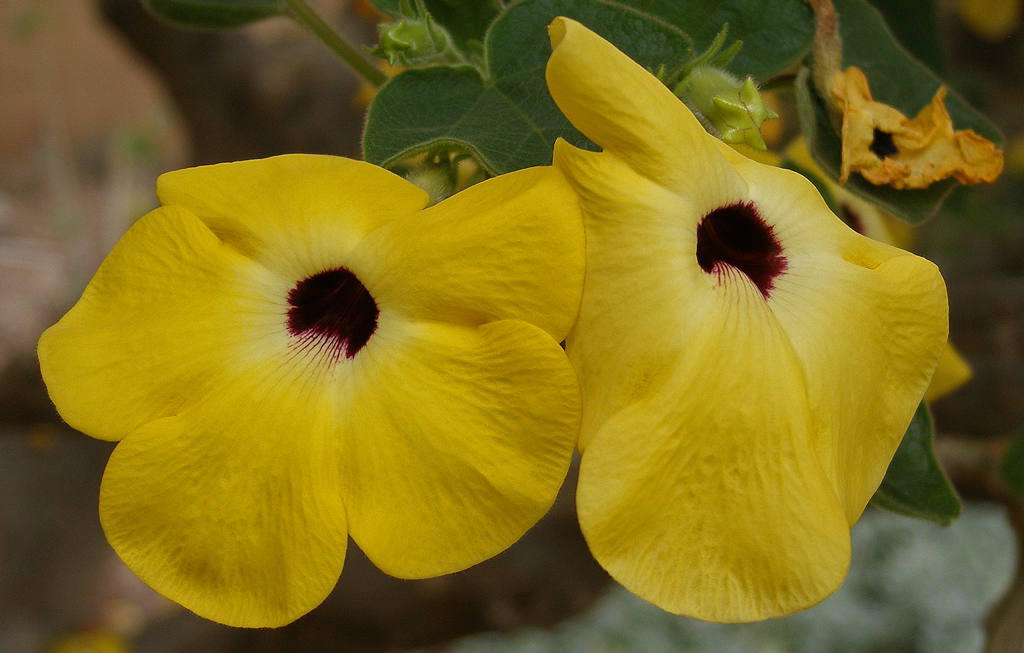
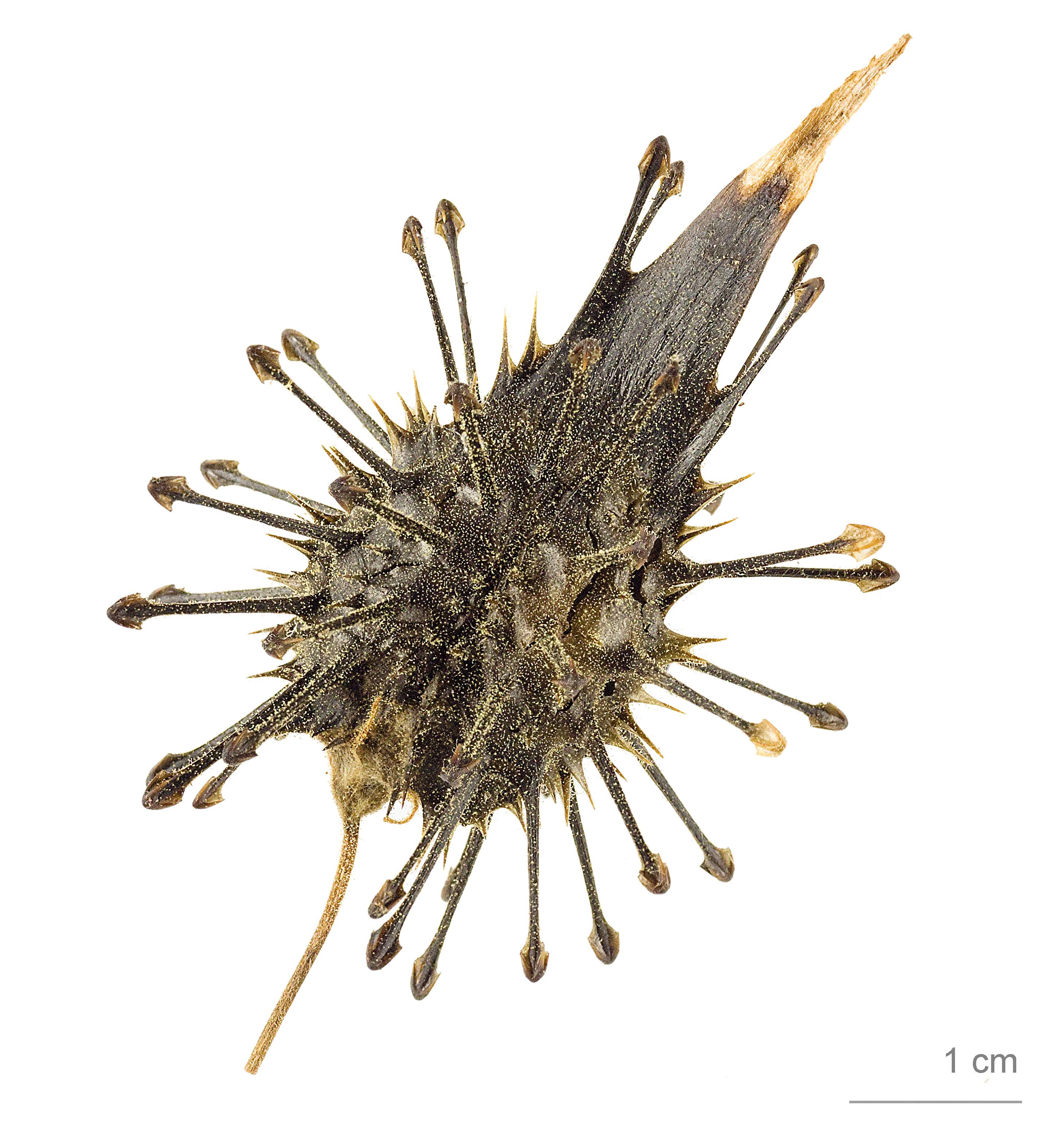
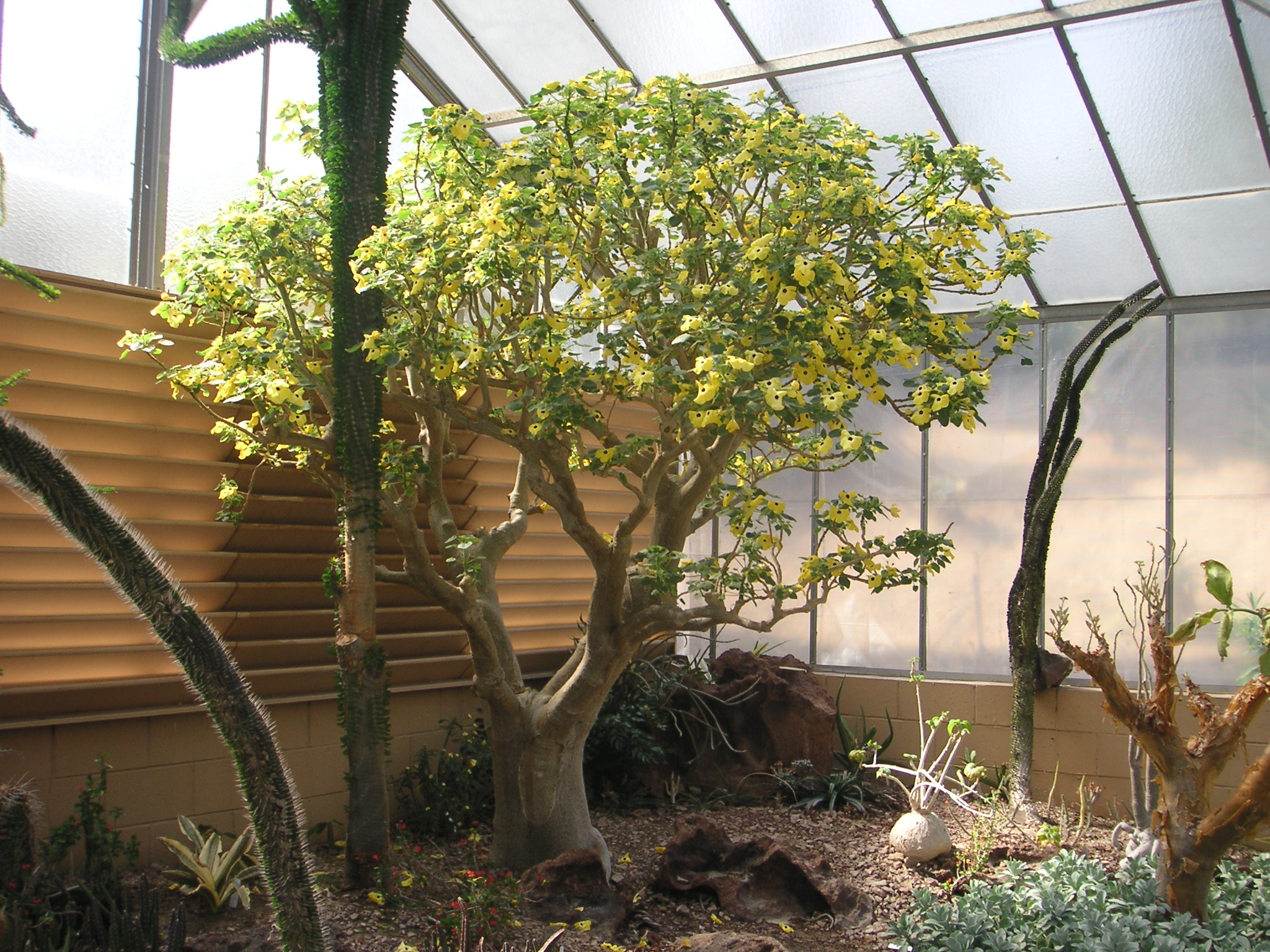
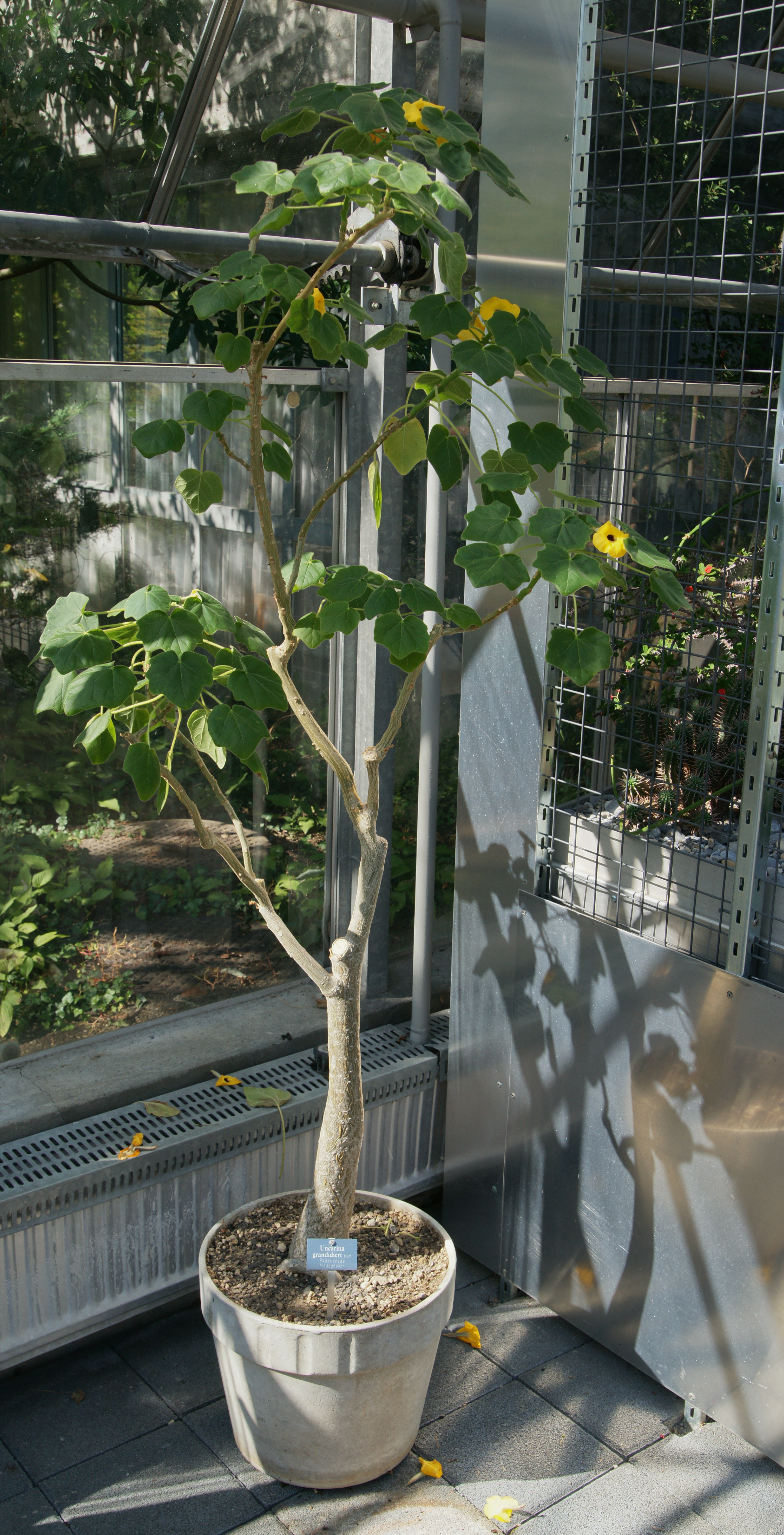
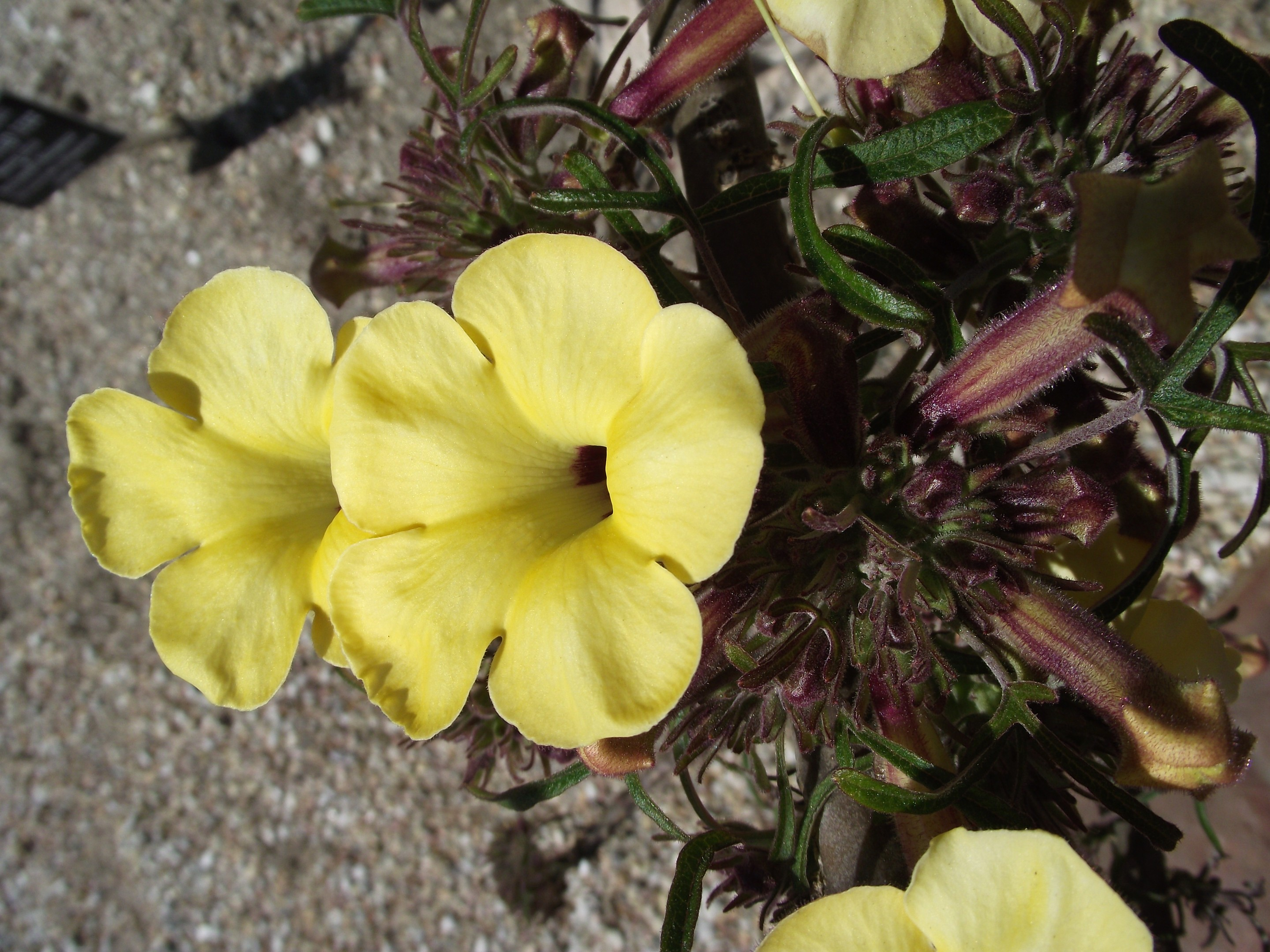